# Список керівників держав 1740 року
Список керівників держав 1740 року — це перелік правителів країн світу 1740 року.
Список керівників держав 1739 року — 1740 рік — Список керівників держав 1741 року — Список керівників держав за роками

## Європа
- Король Великої Британії Георг II (1727—1760)
- Балканський півострів
  - Князь-єпископство Чорногорія — Сава Петрович-Негош (1735—1782)
- Балтія
  - Герцогство Курляндії і Семигалії — Ернст-Йоганн фон Бірон (1737—1741)
- Італія
  - Венеційська республіка — дож Альвізе Пізані (1735—1741)
  - Гуастальське графство — Джузеппе Марія Гонзага (1729—1746)
  - Герцогство Масси і Каррари — Марія Тереза Чібо-Маласпіна (1731—1790)
  - Герцогство Модени і Реджо — Франческо III д'Есте (1737—1780)
  - Герцогство Парми та П'яченци — регентка Енрікетта-Марія д'Есте (1731—1777)
  - Неаполітанське королівство — Карл VII (1734—1759)
  - Сардинське королівство — Карл Еммануїл III (1730—1773)
  - Сицилійське королівство — Карл VII (1734—1759)
  - Сорське герцогство — Гаетано I Бонкомпаньї Людовізі (1731—1777)
  - Велике герцогство Тосканське — Франц I (1737—1765)
  - Трентське князівство-єпископство — Доменіко Антоніо Тун (1730—1758)
- Кавказ
  - Абхазьке князівство — Манучар I Шервашидзе (1730—1757)
  - Аварське ханство — Мухаммад-нуцал IV (1735—1774)
  - Арагві (еріставство) (არაგვის საერისთავო) — Реваз III (1739—1742)
  - Газікумухське ханство — Сурхай-хан I (1700—1741)
  - Кабарда — Асланбек Кайтукін (1737—1746)
  - Картлі — Теймураз II (1737—1744)
  - Гурійське князівство — Мамія IV Гурієлі (1726—1744)
  - Кахетинське царство — Теймураз II (1737—1744)
  - Мегрельське князівство — Отія Дадіані (1728—1757)
  - Ширванське ханство — перерва до 1748
- Німеччина
  - Австрійське ерцгерцогство — Карл VI Габсбург (1711—1740); Марія-Терезія (1740—1780)
  - Ангальтське князівство: Ангальт-Цербст — Йоганн Август (1718—1742); Ангальт-Дессау — Леопольд I (1693—1747); Ангальт-Кетен — Август Людвіг (1728—1755); Ангальт-Бернбург — Віктор II Фрідріх Ангальт-Бернбурзький (1721—1765); Ангальт-Дорнбург — Христіан Август (1704—1742)
  - Ансбаське князівство — Карл Вільгельм Фрідріх (1723—1757)
  - Баварське герцогство — Карл VII (1726—1745)
  - Баден-Баденське маркграфство — Людвиг Георг (1707—1761)
  - Байройтське князівство — Фрідріх III (1735—1763)
  - Берзьке герцогство — Карл III Філіпп (1716—1742)
  - Берхтесгаденське пробство — Каетан Антон фон Ноттхафт (1732—1752)
  - Бранденбурзьке маркграфство — курфюрст Фрідріх-Вільгельм I (1713—1740); Фрідріх ІІ Великий
  - Брауншвейг-Вольфенбюттельське князівство — Карл I Брауншвейг-Вольфенбюттельський (1735—1780)
  - Бріксенське князівство-єпископство — Каспар Ігнац фон Кюнігль (1703—1747)
  - Вюртемберзьке герцогство — Карл Ойген (1737—1793)
  - Вюрцбурзьке князівство-єпископство — Фрідріх Карл фон Шенборн-Бухгайм (1729—1746)
  - Ганноверське курфюрство — Георг II (1727—1760)
  - Гессен-Гомбурзьке ландграфство — Фрідріх III (1708—1746)
  - Гессен-Дармштадтське ландграфство — Людвіг VIII (1739—1768)
  - Гессен-Кассельське ландграфство — Фредерік I (1730—1751)
  - Гільдесгаймське князівство-єпископство — Клеменс Август I (1724—1761)
  - Гогенцоллерн-Гехінген — Фрідріх Людвіг Гогенцоллерн-Гехінген (1730—1750)
  - Гогенцоллерн-Зігмарінгенське князівство — Йосиф Гогенцоллерн-Зігмарінген (1715—1769)
  - Гогенцоллерн-Хайгерлоське князівство — Фердинанд Антон Леопольд Гогенцоллерн-Хайгерлох (1702—1750)
  - Зальцбурзька архідієцезія — Леопольд Антон Елейтеріус фон Фірміан (1727—1744)
  - Кельнське курфюрство — Клеменс Август I (1723—1761)
  - Констанцьке князівство-єпископство — Йоганн Франц Шенк фон Штауффенберг (1704—1740); Даміан Хуго Філіп фон Шенборн (1740—1743)
  - Пфальцьке курфюрство (Курпфальц) — Карл III Філіпп (1716—1742)
  - Ліппе-Детмольд — Симон Август (1734—1782)
  - Ліхтенштейн — Йоганн Непомук Карл фон Ліхтенштейн (1732—1748)
  - Любекське князівство-єпископство — Адольф Фредерік (1727—1750)
  - Магдебурзьке герцогство — Карл Фрідріх фон Дах (1739—1742)
  - Майнцьке курфюрство — Філіп Карл фон Ельтц (1732—1743)
  - Марк (графство) — Фрідріх-Вільгельм I (1713—1740); Фрідріх ІІ Великий (1740—1788)
  - Мекленбург-Шверінське герцогство — Карл Леопольд Мекленбург-Шверинський (1713—1747)
  - Велике герцогство Мекленбург-Штреліцьке — Адольф Фрідріх III Мекленбург-Штреліцький (1708—1752)
  - Нассау-Зіген — Вільгельм Гіацинт Нассау-Зігенський (1734—1743)
  - Нассау-Саарбрюккен — Вільгельм Генріх (1735—1768)
  - Нассау-Узінген — Карл (1718—1775)
  - Ольденбурзьке графство — Кристіан VI (1730—1746)
  - Королівство Пруссія — Фрідріх-Вільгельм I (1713—1740); Фрідріх ІІ Великий
  - Пфальц-Зульцбах — Карл Теодор (1733—1799)
  - Пфальц-Цвайбрюккен — Крістіан IV Пфальц-Цвайбрюккенський (1735—1775)
  - Рейс-Еберсдорф — Генріх XXIX (1711—1747)
  - Рітберзьке графство — Марія Ернестина Франциска (1699—1746)
  - Саксен-Гота-Альтенбурзьке герцогство — Фрідріх III (1732—1772)
  - Саксен-Веймар — Ернст Август I Саксен-Веймарський (1728—1748)
  - Саксен-Кобург-Заальфельд — Крістіан Ернст Саксен-Кобург-Заальфельдський (1729—1745)
  - Саксен-Майнінгенське герцогство — Карл Фрідріх (1729—1743)
  - Шаумбург-Ліппське князівство — Альбрехт Вольфганг (1728—1748)
  - Шварцбург-Рудольштадтське князівство — Фрідріх Антон I (1718—1744)
- Піренейський півострів
  - Іспанське королівство — Філіп V (1724—1746)
  - Португальське королівство — король Жуан V (1706—1750)
- Польща — Август III (1734—1763)
  - Берутувське князівство — Карл Вюртемберг-Бернштадтський (1697—1745)
  - Олесницьке князівство — Карл Фрідріх II Вюртемберг-Ельс (1704—1744)
  - Тешинське герцогство — Франц I (1729—1765)
- Російська імперія — Анна Іванівна (1730—1740)
- Румунія; Молдова
  - Волоське князівство — господар Константин Маврокордат (1735—1741)
  - Молдавське князівство — Григоре II Гіка (1739—1741)
- Скандинавія
  - король Данії — Кристіан VI (1730—1746)
  - Король Норвегії — Кристіан VI (1730—1746)
  - Швеція — Фредерік I (1720—1751)
    - Генерал-губернатор Фінляндії — перерва до 1742
- Угорське князівство — король Карл VI Габсбург (1711—1740); Марія-Терезія (1740—1780)
- Україна —
  - Кримське ханство — Селямет II Ґерай (1739—1743)
  - Гетьман України —
    - Правобережна Україна; османський протекторат — Пилип Орлик (1733—1742)
    - Лівобережна Україна — перерва до 1750
- Французьке королівство — Людовик XV (1715—1774)
  - Люксембурзьке герцогство — Карл VI Габсбург (1713—1740); Франц I (1740—1765)
  - Льєзьке єпископство — Георг Людвіг ван Бергес (1723—1744)
  - Монбельярське графство — Карл Ойген (1737—1793)
  - Монако — князь Оноре III (1733—1793)
  - Оранське князівство — Вільгельм IV Оранський (1711—1751)
  - Савойське герцогство — Карл Еммануїл III (1732—1773)
- Богемське королівство (Чехія) — Карл VI Габсбург (1711—1740); Карл VII (1740—1743)
- Шотландія
- Святий Престол; Папська держава — Папа Римський — Климент XII (1730—1740); Бенедикт XIV (1740—1758)
- Вселенський патріарх — Неофіт VI Константинопольський (1734—1740); Паїсій II Константинопольський (1740—1743)

## Азія
- Близький Схід
  - Бейхан (емірат) — Халіб (?-?)
  - Заїдська держава Ємену — Аль-Мансур аль-Хусейн II (1727—1748)
  - Мамлюцький Ірак — Ахмад-паша (1723—1734; 1736—1747)
  - Османська імперія — Махмуд I (1730—1754)
    - Сідон (еялет) — Ібрагім Паша аль-Азм (1737—1741)

  - Шаріфат Мекки — Масуд ібн Саїд (1734—1752)
  - Лахедзький султанат — Фадл I аль-Абдалі (1728—1742)
  - Халідський емірат — Сулейман бін Мухаммед Аль Халіді (1736—1752)
    - Бабан (князівство) — Наваюб Халді-паша (1732—1742)

  - Вахіді — Гасан бін Гаді аль-Вахіді (1706—1766)
  - Нижня Яфа — Сайф ібн Кахтана аль-Афіфі (1720—1740); Маауда ібн Сайф аль-Афіфі (1740—1760)
- Персія; Середня Азія
  - Сефевідський Іран — Надер Шах (1736—1746)
    - Карабаське беклярбекство — Хаджі-хан (1738—1747)
    - Кубинське ханство — Гусейн-Алі (1734—1758)
    - Талишське ханство — Сеїд-Аббас Ардебільський (1736—1747)
- Індія; Пакистан і Шрі-Ланка
  - Аркот (держава) — наваб Дост Алі-хан (1732—1740); Сафдар Алі-хан (1740—1742)
  - Ауд (держава) — Сафдарджунг (1739—1754)
  - Ахом — Сутанфаа (1714—1744)
  - Барода (князівство) — Дамаджі Рао Гайквад (1732—1768)
  - Бахавалпур (князівство) — Садик Мухаммад Хан I (1723—1746)
  - Бгаратпур (держава) — Бадан Сінгх (1722—1755)
  - Бхопал (князівство) — Султан Мухаммед (1728—1742)
  - Гайдарабад (держава) — Асаф Джах I (1724—1748)
  - Гархвал (держава) — Прадіп-шах (1709—1772)
  - Гваліор (князівство) — Раноджі Рао (1731—1745)
  - Горкха (королівство) — Нара Бхупал Шах (1716—1743)
  - Джайпур (князівство) — Джай Сінґх II (1699—1743)
  - Джайсалмер (князівство) — Акхі Сінгх (1722—1762)
  - Джодхпур (князівство) — Абхай Сінґх (1724—1749)
  - Джунагадх (князівство) — Мохаммад Бахадур Ханджі (1730—1758)
  - Дхар (князівство) — Ешвант Радж I Павар (1736—1761)
  - Імперія Великих Моголів — Мухаммад Шах (1719—1748)
  - Індор (князівство) — Малхар Рао I (1732—1766)
  - Бенгалія (набобство) — Сарфараз-хан (1739—1740); Аліварді-хан (1740—1756)
  - Калат (ханство) — Мір Мухаббат (1730—1749)
  - Камбей (князівство) — Мірза Джаффар Мумін Хан I (1730—1742)
  - Канді (королівство) — Шрі Віджая Раджасінха (1739—1747)
  - Колхапур (князівство) — Самбхаджі II (1714—1760)
  - Майсур (князівство) — Крішнараджа Вадіяр II (1734—1766)
  - Імперія Маратха — Шахуджі (1707—1749); пешва Баджі Рао I (1720—1740); Баладжі Баджі Рао (1740—1761)
  - Мевар (князівство) — Джаґат Сінґх II (1734—1751)
  - Мустанг (королівство) — Тенцін Панг'ял (1740—1760)
  - Панна (князівство) — Сабха Сінгх (1739—1752)
  - Рохілкханд (князівство) — Алі Мохаммед Хан (1721—1748)
  - джатедар (очільник) сикхської конфедерації; Наваб Капур Сінґх (1734—1748)
  - Сіккім (князівство) — Пхунцоґ Намґ'ял II (1734—1780)
  - Траванкор — Мартанда Варма (1729—1758)
  - Тханджавур (князівство) — Пратапсінгх (1739—1763)
  - Харан (ханство) — Пурділ (1711—1747)
  - Губернатор Португальської Індії — Педро Маскареньяш (1732—1740); Луїс де Менесес (1740—1742)
- Індонезія; Південно-Східна Азія
  - Ачеський султанат — Алауддін Йохан Сіах (1735—1760)
  - Аюттхая (королівство) — Боромакот (1733—1758)
  - Банджармасінський султанат — Тамджидуллах I (1734—1759)
  - Бантенський султанат — Абу аль-Фаті Мухаммад Сийфа Зайнул Аріфін (1733—1750)
  - Булунганський султанат — Віра Амір (1731—1776)
  - Брунейська імперія — Алауддін Мухаммад (1737—1740); Омар Алі Сайфуддін I (1740—1795)
  - Відроджене Гантаваді — Смімгто Буддакеті (1740—1747)
  - Султанат Гова — Абдул-Хайр (1735—1742)
  - Джамбійський султанат — Астра Інгалага (1727—1742)
  - Джохорський султанат — Сулейман Бадрул Алам-шах (1722—1760)
  - Матарам (султанат) — Пакубувоно II (1726—1742)
  - Ланна (держава) — Онг Кхам (1727—1769)
  - В'єнтьян (королівство) — Онг Лонг (1730—1767)
  - Луанґпхабанґ (королівство) — Інтасом (1723—1749)
  - Тямпасак (королівство) — Саякумане (1738—1791)
  - Пагаруюнг — Султан Абдул Джаліл (між 1730 і 1780)
  - Перак (султанат) — Мудзаффар Шах III (1728—1752)
  - Магінданао (султанат) — Тахир уд-Дін (1736—1748)
  - М'яу-У — Мадаріт (1738—1743)
  - Кедах (султанат) — Мухаммед Джива Зейнал Аділін II (1710—1778)
  - Нгуєн (тюа) — Нгуєн Фук Кхоат (1738—1765)
  - Самбаський султанат — Абу Бакар Камаль уд-дін I (1732—1764)
  - Сіак (султанат) — Абдул Джаліл Рахмад Шах I (1725—1746)
  - Султанат Сулу — Алімуддін I (1734—1748)
  - Таунгу — Магадгаммараза Діпаті (1733—1752)
  - Тернатський султанат — султан Амір Іскандар Зулкарнайн Сайфуддін (1714—1751)
  - Тідорський султанат — Малікульманан (1728—1757)
- Кхмерська імперія — Томмо Рачеа III (1736—1747)
- Накхонситхаммарат (держава) — ? до 1742
- Китай; Монголія
  - Тибет — Далай-лама VII (1715—1757); старший капон Полане Сонам Топге (1727—1747)
  - Династія Цін — Хунлі (1735—1796)
    - Кумульське ханство — Емін (1711—1740); Юсуф (1740—1767)
- Окінава; Королівство Рюкю — Сьо Кеі (1712—1752)
- Корея
  - Чосон — Йонджо (1724—1776)
- Середня Азія і Сибір
  - Бухарське ханство — Абу'л-Фаїз-хан (1711—1747)
  - Дарвазьке шахство — Мухаммад Шах-хан (1734—1761)
  - Джунгарське ханство — Галдан-Церен (1727—1745)
  - Молодший жуз — Абулхайр-хан (1718—1748)
  - Середній жуз — Абілмамбет-хан (1734—1771)
  - Старший жуз — Жолбарис-хан (1730—1740); Абульфеїз (1740—1750)
  - Калмицьке ханство — Дондук-Омбо (1735—1741)
  - Кокандське ханство — Абдукарим-бій (1733—1750)
  - Хівинське ханство — Ільбарс-хан III (1728—1740); Тахир-хан (1740—1741)
  - Яркендське ханство — Даніял Ходжа (1720—1754)
- Японія — Імператор Сакураматі (1735—1747)

## Африка
- Агадес (султанат) — Мухаммед Гума ібн аль-Аділ (1739—1744)
- Аджаче — Локпон (1739—1746)
- Алжирський еялет — Ібрагім II (1732—1745)
- Ауса (султанат) — Кандафо (1734—1749)
- Імперія Ашанті — Опоку Варе І (1717—1750)
- Багірмі (королівство) — Буркоманда II Тад Леле (1736—1741)
- Бамбара (держава) — Бітон Кулібалі (1712—1755)
- Бамум (держава) — мфон Куту (1682—1757)
- Баол (держава) — Ма-Коду Кумба (1719—1749)
- Борну — Мухаммад VII (1736—1751)
- Буганда — Маванда (1738—1740); Мванга I (1740—1741)
- Королівство Бурунді — Мутага III (1739—1767)
- Ваало — Нд'як Арам Бакар (1732—1757)
- Варсангалійський султанат — гараад Мохамед V (1705—1750)
- Марокканський султанат — Мулай аль-Мустаді (1738—1740); Абдаллах (1740—1745)
- Вадайський султанат — Харут аль-Зархір (1707—1747)
- Волоф (держава) — Аль-Бурі Діахер (1721—1740); Біраямб (1740—1748)
- Дагомея — Агаджа (1718—1740); Тегбесу (1740—1774)
- Дамагарам (султанат) — Маллам Юнус дан Ібрагім (1731—1746)
- Дарфурський султанат — Абу'л-Касим (1739—1752)
- Імператор Ефіопії — Іясу II (1730—1755)
- Єгипетський еялет — Сулайман-паша (1739—1740); Хекімоглу Алі-паша (1740—1741)
- Королівство Імерина — Андріантомпунімерина II (1732—1747)
- Каарта — Бенефалі (1710—1745)
- Казембе — Нгонду Білонда (1740—1745)
- Кайор — Меїсса Теінде Ведж (1719—1748)
- Калабарі (держава) — Омує (1733—1740); Бокойє (1740—1745)
- Касандже — Лубаме лва Кіпунго (1739—1750)
- Конг (держава) — Секу Уатара (1710—1745)
- Койя (королівство) — ? до 1775
- Королівство Конго — Мануель II (1718—1743)
- Луба (імперія) — Мвене Кекен (1725—1750)
- Матамба — Афонсу (1721—1741)
- Мономотапа — мвене-мутапа Ньяцусу (1735—1740); Дебве Мупунзагуту (1740—1759)
- Нафана — Кома Діарасуба (1720—1760)
- Нрі — Езе Нрі Евенетем (1723—1794)
- Королівство Орунгу — Ндебулія Мбуру (1730 — ? 1740); Реньянгуе Ндонго (1740—1750)
- Салум — Ндене Ндіає Біге Ндао (1734—1753)
- Сеннарський султанат — Баді IV (1724—1762)
- Трарза (емірат) — Амар II (1727—1757)
- Туніс (бейлік) — Алі I (1735—1756)
- Імамат Фута-Джаллон — Карамоко Альфа (1725—1751)
- Імперія Фута Торо — Самба Геладжегі (1724—1743)
- Голландська Капська колонія — Даніель ван ден Хенгель (1737—1739)
- Португальська Західна Африка — Жоао Жоакім Жак де Магальяйнш (1738—1748)

## Південна Америка
- Віцекоролівство Перу — Хосе Антоніо де Мендоса (1736—1745)
- Генерал-капітанство Чилі — Хосе Антоніо Мансо де Веласко (1737—1744)

## Північна Америка
- Іспанська Флорида — Мануель де Монтіано (1737—1749)